# Ухта (река, впадает в Белое море)
Ухта — река на северо-западе России, протекает по Приморскому и Онежскому районам Архангельской области.
Река находится на Онежском полуострове. Устье реки находится на Онежском берегу губы Ухта Онежского залива Белого моря, между устьями Вейги и Нижмы. Длина реки — 45 км. Площадь водосбора — более 50 км².
Бассейновый округ — Двинско-Печорский бассейновый округ. Водохозяйственный участок — Реки бассейна Онежской губы от западной границы бассейна реки Унежма до северо-восточной границы бассейна реки Золотица (Летняя Золотица) без реки Онега.